# Eutreta patagiata
Eutreta patagiata es una especie de insecto del género Eutreta de la familia Tephritidae del orden Diptera.

## Historia
Wulp la describió científicamente por primera vez en el año 1899.